# 1766 aux échecs
| Années des échecs : 1763 - 1764 - 1765 - 1766 - 1767 - 1768 - 1769    |
| Décennies des échecs : 1730 - 1740 - 1750 - 1760 - 1770 - 1780 - 1790 |

Cet article présente les faits marquants de l'année 1766 aux échecs.

## Divers
- Publication du traité de Carlo Cozio.